# Marta Reina Izquiano
Marta Reina Izquiano, née le 10 novembre 1970 à Badalone, est une militante des droits LGBT espagnole.
Elle est notamment connue pour être la première personne transgenre à être nommée dans le corps des Mossos d'Esquadra, la police catalane. 

## Biographie

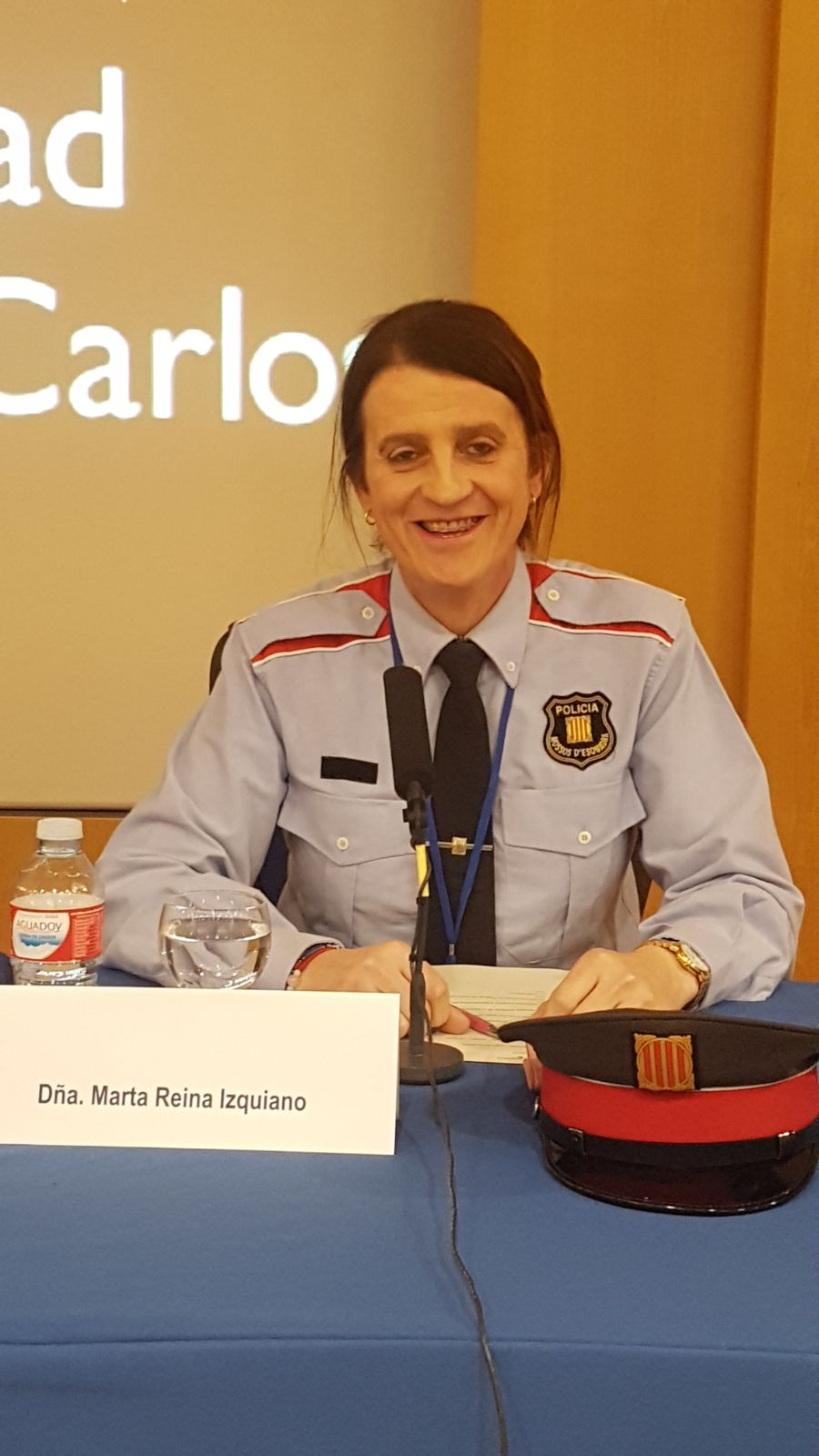
Marta Reina Izquiano, en uniforme de policière.

Marta Reina Izquiano effectue ses études dans la ville de Barcelone, à l'université ouverte de Catalogne et à l'université Abbé Oliva CEU.
De 2014 à 2020, elle est membre du parti politique Podemos.
En 2016, elle est la première personne trans membre des Mossos d'Esquadra, la police catalane.
Elle fait partie du Conseil national LGBTI de la Généralité de Catalogne.
En 2019, elle présente sa candidature aux élections générales d'avril 2019 aux Cortes et au Sénat.
Elle publie son autobiographie en 2023.
Spécialiste en médecine traditionnelle chinoise, elle réside aujourd'hui en Chine.